# Statenmonument

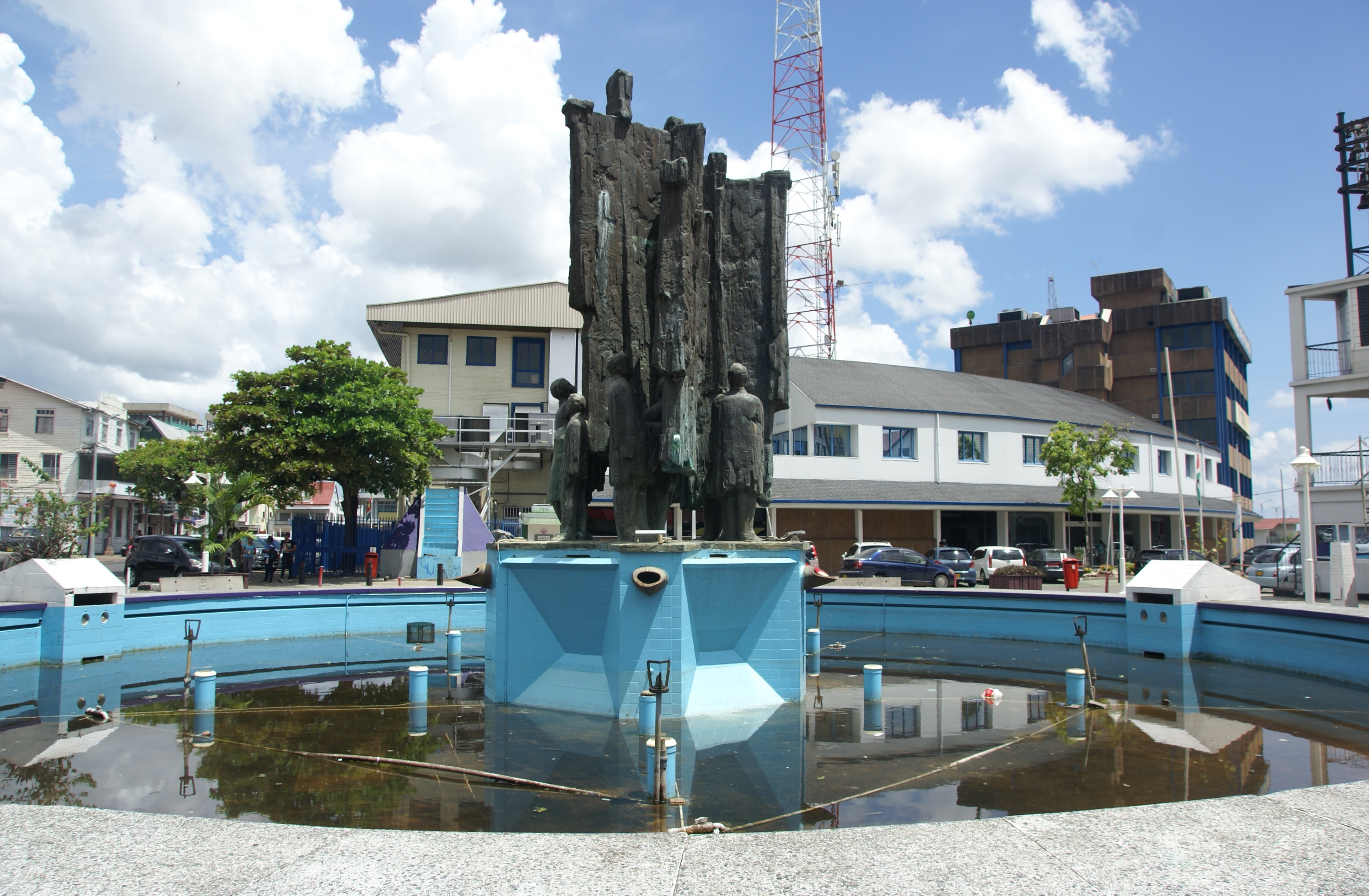
Het Statenmonument voorstellende vijf vaandeldragers.

Het Statenmonument, ook wel het Monument voor het Koloniale Parlement, staat op het Vaillantsplein (tussen de Keizerstraat, Knuffelsgracht en Heiligenweg) in  Paramaribo, Suriname.
Op 7 mei 1966 werd op de toenmalige Spanhoek het Statenmonument met fontein onthuld door de honderd jaar oude weduwe van Johan Frederik Nassy om te herdenken dat honderd jaar eerder de eerste vergadering werd gehouden van de Koloniale Staten. Dit monument was gemaakt door Stuart Robles de Medina.  
Het monument verving het borstbeeld van de ontdekkingsreiziger Johan Eilerts de Haan, dat in 1912 op deze locatie was neergezet.
Het monument toont vijf vaandeldragers die de saamhorigheid en de rechten en vrijheden symboliseren van het Surinaamse volk.
Het bronzen beeld werd in Nederland gegoten bij gieterij Joosten.